# Johan Brantsen

Wapenschild

Jhr. Johan Brantsen (Arnhem, 5 maart 1768 - aldaar, huis Hulkestein, 30 mei 1825) was een Nederlandse jurist en politicus.

## Biografie
Brantsen was een lid van de familie Brantsen en een zoon van mr. Derk Willem Abraham Brantsen (1742-1808) en Gerharda Abigael Agatha Brantsen (1744-1819). Zijn ouders waren volle neef en nicht, zowel van vaders- als moederszijde. Dit echtpaar woonde vanaf 1777 in de gouverneurswoning Anderlecht aan de Markt in Arnhem. Johans moeder heeft er na het overlijden van zijn vader tot aan haar dood gewoond. Johan trouwde op 21 september 1802, drie en een half jaar nadat hij toestemming had gekregen, met Maria Leopoldina Catharina (Mietje) van Hasselt (1779-1826), lid van de familie Van Hasselt, uit welk huwelijk twee kinderen werden geboren. Zijn weduwe en twee kinderen verdronken, ruim een jaar na zijn overlijden, op 6 augustus 1826 in de Rijn bij Hulkestein. Johan had Hulkenstein in 1809 verkregen uit de erfenis van zijn ongehuwde oom mr. Gerard Brandsen, waarna hij het ging bewonen.
Brantsen studeerde van 1784 tot 1788 Romeins en hedendaags recht aan de Hogeschool Leiden. In dat laatste jaar was hij ook burgemeester, in latere jaren ook schepen van Arnhem. In de Bataafse tijd was hij ambteloos. In 1812 werd hij (vice)president van de rechtbank te Arnhem wat hij tot 1814 bleef. In 1814 ook werd hij lid van de Vergadering van Notabelen en in 1815 was hij buitengewoon lid van de dubbele Staten-Generaal der Verenigde Nederlanden (8 - 19 augustus 1815) voor de goedkeuring van de grondwet van 1815.
Bij Koninklijk Besluit door koning Willem I van 1 mei 1824 werd mr. Johan Brantsen verheven in de Nederlandse adel met het predicaat jonkheer, waarna hij in datzelfde jaar benoemd werd in de Ridderschap van Gelderland.
- Biografisch Portaal: 08601393
- International Standard Name Identifier: 0000 0003 9523 9366
- Nederlandse Thesaurus van Auteursnamen: 143166298
- Parlement.com: vg09lltckaxz
- Virtual International Authority File: 289918373
- WorldCat: E39PBJyCxXdxVQv96wdVxdyfMP